# Die Zauberinsel
Die Zauberinsel (títol original en alemany, en català L'illa encantada) és una obra dramaticomusical en dos actes composta  per Heinrich Sutermeister sobre un llibret en alemany del mateix compositor, basat en La tempesta de William Shakespeare. Es va estrenar el 31 d'octubre de 1942 al Semperoper d'Altstadt.